# Pukatawagan Airport
Pukatawagan Airport är en flygplats i Kanada.   Den ligger i provinsen Manitoba, i den centrala delen av landet, 2 100 km nordväst om huvudstaden Ottawa. Pukatawagan Airport ligger 288 meter över havet.
Terrängen runt Pukatawagan Airport är platt. Trakten runt Pukatawagan Airport är nära nog obefolkad, med mindre än två invånare per kvadratkilometer.. 
I omgivningarna runt Pukatawagan Airport växer i huvudsak barrskog.